# Wolfgang Sternberg

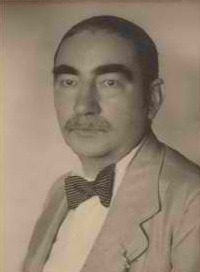
Wolfgang Sternberg, Foto aus dem Einbürgerungsantrag für das britische Mandatsgebiet Palästina, 1935

Wolfgang J. Sternberg (geboren 20. Dezember 1887 in Breslau, Deutsches Reich; gestorben 23. April 1953 in New York City, Vereinigte Staaten) war ein deutsch-US-amerikanischer Mathematiker.

## Leben
Sternberg machte am 29. März 1906 sein Abitur am König-Wilhelms-Gymnasium zu Breslau. Er studierte ab Sommersemester 1906 zunächst ein Semester an der Albert-Ludwigs-Universität Freiburg und danach elf Semester an der Universität Breslau, an der er am 27. Februar 1912 bei Adolf Kneser promoviert wurde (Die Entwicklung willkürlicher Funktionen in der mathematischen Physik mittels der Methode der Integralgleichungen). Danach studierte Sternberg noch zwei Semester in Göttingen und war von Oktober 1915 bis Oktober 1917 Assistent von Kneser in Breslau. Von April 1920 is April 1923 war Sternberg Assistent von Oskar Perron an der Universität Heidelberg. Er habilitierte sich im selben Jahr in Heidelberg. 1927 legte er in Göttingen sein Lehramtsexamen ab. Er habilitierte sich 1929 an der Universität Breslau um und war dann dort außerordentlicher Professor.
Als Jude musste er 1935 die Universität verlassen und ging nach Prag. 1935 bewarb er sich um Staatsbürgerschaft des britischen Mandatsgebietes Palästina. Am 23. Februar 1939 floh er auf der Queen Mary von Southampton, England in die USA. Dort arbeitete er an die Cornell University, wobei er gleichzeitig am Ballistic Research Laboratory in Lakehurst arbeitete. 1942 wurde Sternberg Westinghouse Research Associate für Elektrotechnik an der Cornell. 1945 wurde er in den Vereinigten Staaten eingebürgert. 1948 ging er in den Ruhestand. Sternberg starb 1953 im Manhattan State Hospital in New York City und wurde auf dem Mount Richmond Cemetery in Richmond County, New York begraben.
Sternberg war von 1918 bis zu seinem zwangsweisen Ausschluss 1936, weil er Jude war, Mitglied der Deutschen Mathematiker-Vereinigung.
Wolfgang Sternberg befasste sich vor allem mit Potentialtheorie und Integralgleichungen und deren Anwendung in der mathematischen Physik.

## Schriften (Auswahl)
- Sternberg Potentialtheorie, Sammlung Göschen, 2 Bände, de Gruyter 1925, 1926 (Band 1: Die Elemente der Potentialtheorie, Band 2: Die Randwertaufgaben der Potentialtheorie)
- Sternberg, Turner Linn Smith The theory of potential and spherical harmonics, University of Toronto Press 1944